# Unités des Guards britanniques pendant la Seconde Guerre mondiale
Les unités des Guards britanniques pendant la Seconde Guerre mondiale sont l'ensemble des unités militaires (bataillons, régiments, brigades, division) constituées par du personnel issu de la Household Division, la Garde britannique.

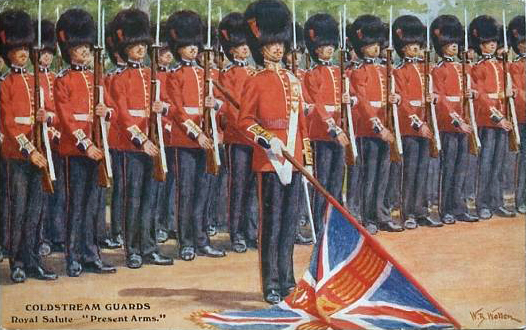
Image traditionnelle de la Garde britannique : les Coldstream Guards peints par
.

La Household Division est traditionnellement constituée de cinq régiments d'infanterie (Foot Guards) et deux de cavalerie (Household Cavalry).
L'infanterie est constituée des régiments de Grenadier Guards, Coldstream Guards, Welsh Guards, Scots Guards et Irish Guards. Ces régiments ne pouvant par tradition être dédoublés, les différents bataillons les constituant furent donc portés à effectifs régimentaires tout en conservant le titre de bataillon. Ainsi portés à effectifs régimentaires, et pour certains convertis en bataillons blindés ou d'infanterie motorisée, des bataillons de ces régiments servirent au sein de diverses unités (division ou brigade) dont notamment la Guards Armoured Division.
La cavalerie est composée des régiments de Life Guards et de Horse Guards. Le 19 novembre 1940 ces deux régiments donneront naissance aux 1er et 2e régiments de cavalerie de la Garde (1st & 2nd Household Cavalry Regiment). Ils ne combattront donc pas sous leur titre traditionnel mais au sein de régiments mixtes.
Le 1st HCR participe aux campagnes de Perse, d’Irak et de Syrie en 1941. Il se bat en Afrique du Nord (Libye) en 1942 et participe notamment à la seconde bataille d’El Alamein. Il stationne en Syrie en 1943 avant d'être engagé en Italie en 1944. Il sera rapatrié en métropole en octobre 1944 pour prendre part aux dernières opérations aux Pays-Bas et en Allemagne.
Le 2nd HCR débarque en Normandie en juillet 1944 et participe aux campagnes de France, de Belgique et de Hollande (batailles de Nimègue et d’Arnhem - opération Market Garden) puis à celle d’Allemagne comme unité de reconnaissance tantôt attachée à la Guards Armoured Division - épaulant ainsi le 2nd Armoured Recce Bataillon Welsh Guards qui constitue l'unité divisionnaire de reconnaissance - tantôt comme unité de Corps des VIIIth et XXXth Corps.
À l'exception du théâtre extrême-oriental, des unités des Guards furent engagées sur tous les théâtres de la Seconde Guerre mondiale dès le début du conflit.

## Le front Ouest: Norvège et Campagne de France (1939-1940)

### Norvège
La  24th Guards Brigade, dont faisaient partie les Irish Guards, placée sous le commandement du Brigadier Colin Gubbins, prit part à la campagne de Norvège, débarquant à Narvik le 15 avril 1940. On retrouvera ensuite cette brigade en Afrique du Nord.

### Campagne de France

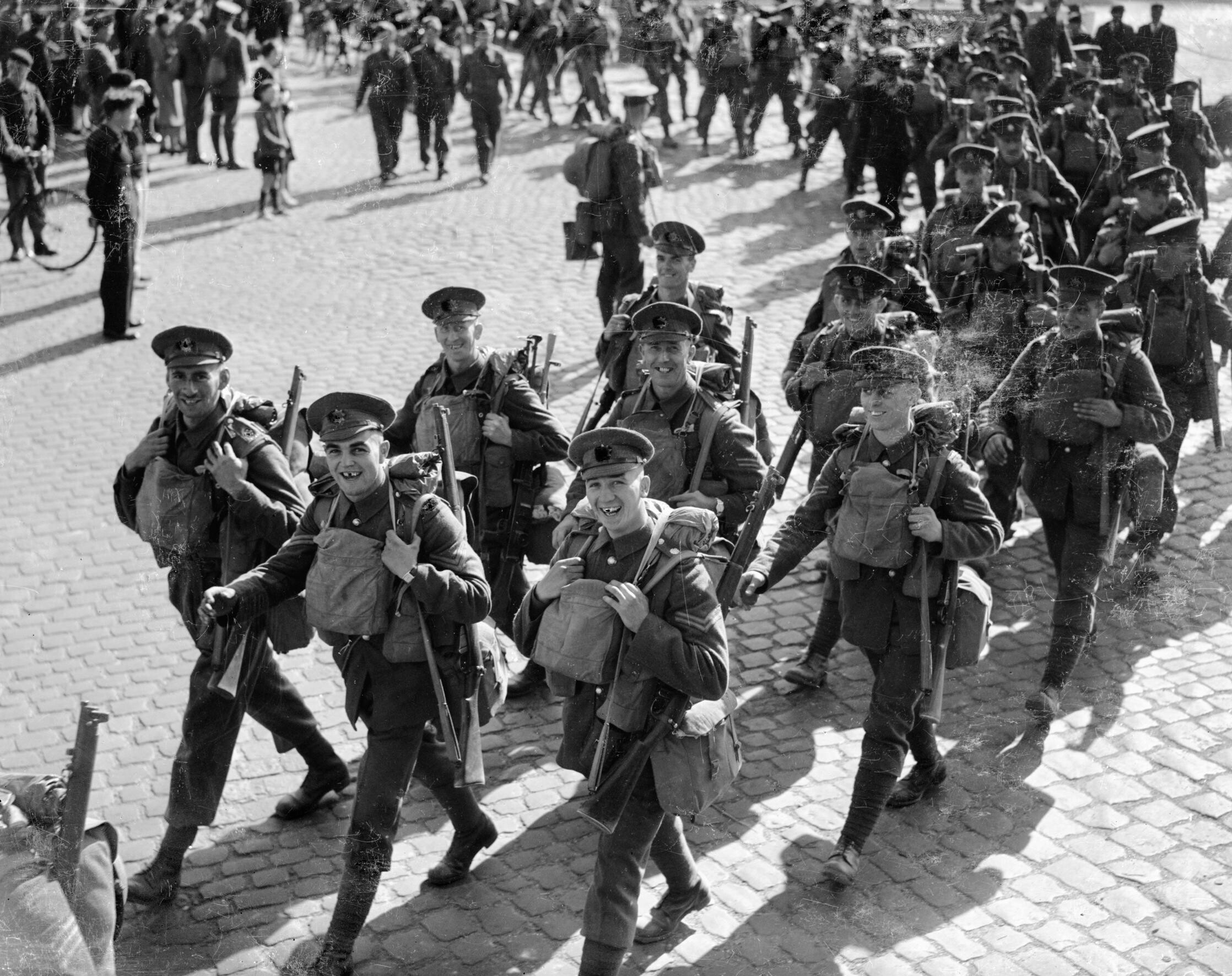
Coldstream Guards débarquant à Cherbourg à l'automne 1939.

Partie intégrante du Ist Corps et constituant une des trois brigades de la 1st Infantry Division commandée par le Général H. R. L. G. Alexander, la 1st Infantry Guards Brigade était formée des 3rd Battalion Grenadier Guards, 2nd Battalion Coldstream Guards et du 2nd Battalion Royal Hampshire Regiment auxquels étaient adjointe la 1st Infantry Brigade Anti-Tank Company.
Sous l'autorité du IInd Corps et faisant partie de la 3rd Infantry Division du  Général Bernard Law Montgomery, la 7th Infantry Guards Brigade comptait dans ses rangs les 1st Battalion Grenadier Guards, 2nd Battalion Grenadier Guards et le 1st Battalion Coldstream Guards, la 7th Infantry Brigade Anti-Tank Company fournissant l'élément anti-char.
Ces deux brigades des Guards prirent part aux combats dans lesquels leurs unités mères furent engagées pendant la campagne de mai-juin 1940.
Brièvement détachée sur le continent, la  20th Independent Infantry Brigade (Guards) composée des 2nd Battalion Irish Guards et 2nd Battalion Welsh Guards épaulés par la 20th Brigade Anti-Tank Company prit part à la défense de Boulogne-sur-mer.

## Le Home Front (1940-1941)

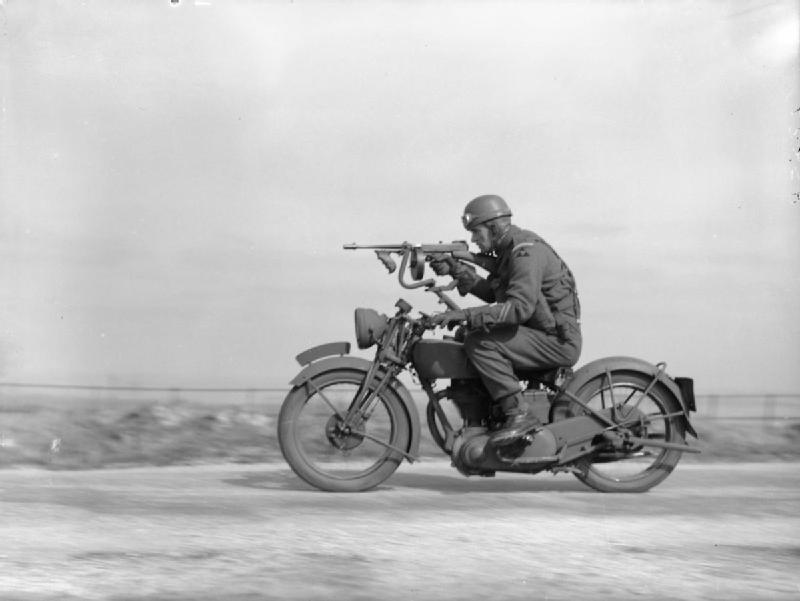
Un guardsman du 1st Battalion, Grenadier Guards attaché à la 3rd Division à Swanage - 9 avril 1941.

## Les fronts méditerranéens: Afrique du Nord, Proche-orient et Italie (1941-1945)
Plusieurs brigades et bataillons d'infanterie de la Garde servirent en Afrique du Nord et en Italie, mais leur affectation à de grandes unités (Divisions, etc. ) reste encore difficile à préciser, celle-ci ayant fréquemment changé en fonction de l'évolution de la situation, des contingences opérationnelles et des besoins en personnels. 

### Afrique du Nord

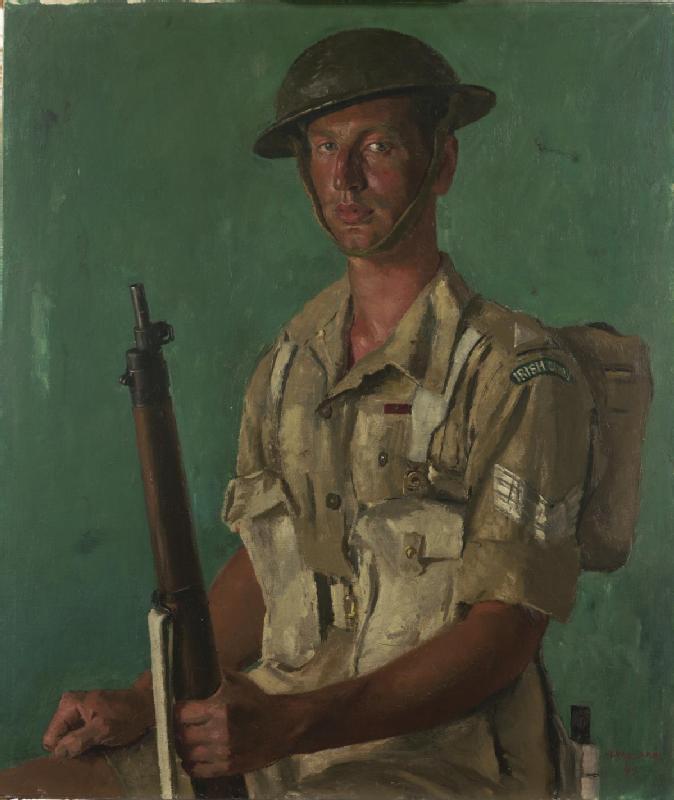
Le Sergeant J. P. Kenneally du 1 Battalion, Irish Guards, récipiendaire de la Victoria Cross en 1943.

Une première brigade d'infanterie de la Garde servit sur le front nord-africain dès le début de la campagne, la 22nd Guards Brigade formée essentiellement de bataillons des Coldstream Guards et des Scots Guards. Intitulée à l'origine 22nd Infantry Brigade - elle-même avatar de la 29th Infantry Brigade - et faisant partie de la garnison de Mersa Matruh, elle fut convertie en brigade des Gardes en mars 1941. Durement éprouvée pendant les campagnes de fin 1941-début 1942, rebaptisée 200th Guards Brigade en janvier 1942, elle fut finalement encerclée à Tobrouk en juin de la même année. Reconstituée en tant que 201st Guards Motor Brigade en Égypte au mois d'août, elle prit alors part à la campagne d'Italie avant d'être rapatriée en avril 1944 en métropole pour devenir l'unité d'entraînement de tous les régiments de la Garde. Y furent affectés pendant les campagnes d'Afrique (ea?) les 3rd Battalion Coldstream Guards, 2nd Battalion Scots Guards (25 mai 1942 - 27 juin 1943) et le 6th Battalion Grenadier Guards (7 octobre 1942 - 17 novembre 1944).
Une autre brigade d'infanterie de la Garde, la 1st Infantry, fut également engagée en Afrique fin 1942, certaines sources la donnant pour une brigade organique de la 78th Division puis de la 6th Armoured Division. Y furent affectés les 3rd Grenadier Guards (jusqu'en mars 1943), 2nd Coldstream Guards et 3rd Welsh Guards (en remplacement du premier) aux côtés de régiments de la ligne.
Rescapée de l'aventure norvégienne d'avril 1940, la 24th Guards Brigade fut intégrée en 1942-1943 au sein des 1st Infantry Division et 6th Armoured Division pendant les combats en Libye et en Tunisie. Entre le 7 décembre 1943 et le 31 août 1945, on la retrouvera en Italie, servant principalement au sein, une nouvelle fois, de la 1st Infantry Division, et prenant notamment part à la libération de Trieste.
Le 1st Bataillon Irish Guards, autre vétéran de la campagne de Norvège, prit part lui aussi à la campagne tunisienne, y gagnant sa première Victoria Cross de la 2GM (Lance-Corporal Kenneally). Il participa ensuite au débarquement d'Anzio en janvier 1944. Ayant subi de fortes pertes à la suite de plusieurs contre-attaques allemandes appuyées par des blindés, il fut rapatrié au Royaume-Uni au mois d'avril, y devenant l'unité d'entraînement du Régiment.

### Italie
1st Guards Infantry Brigade (6th Armoured Division) : 3rd Bataillon Grenadier Guards - 2nd Bataillon Coldstream Guards - 3rd Batallion Welsh Guards (1943-1944);
 24th Guards Infantry Brigade (6th South African Armoured Division et 1st (British) Infantry Division ) : 1st Bn Scots Guards - 3rd Bn Coldstream Guards - 5th Bn Grenadier Guards - 23rd Army Field Regiment Royal Artillery (20 mai 1944 - 19 février 1945);

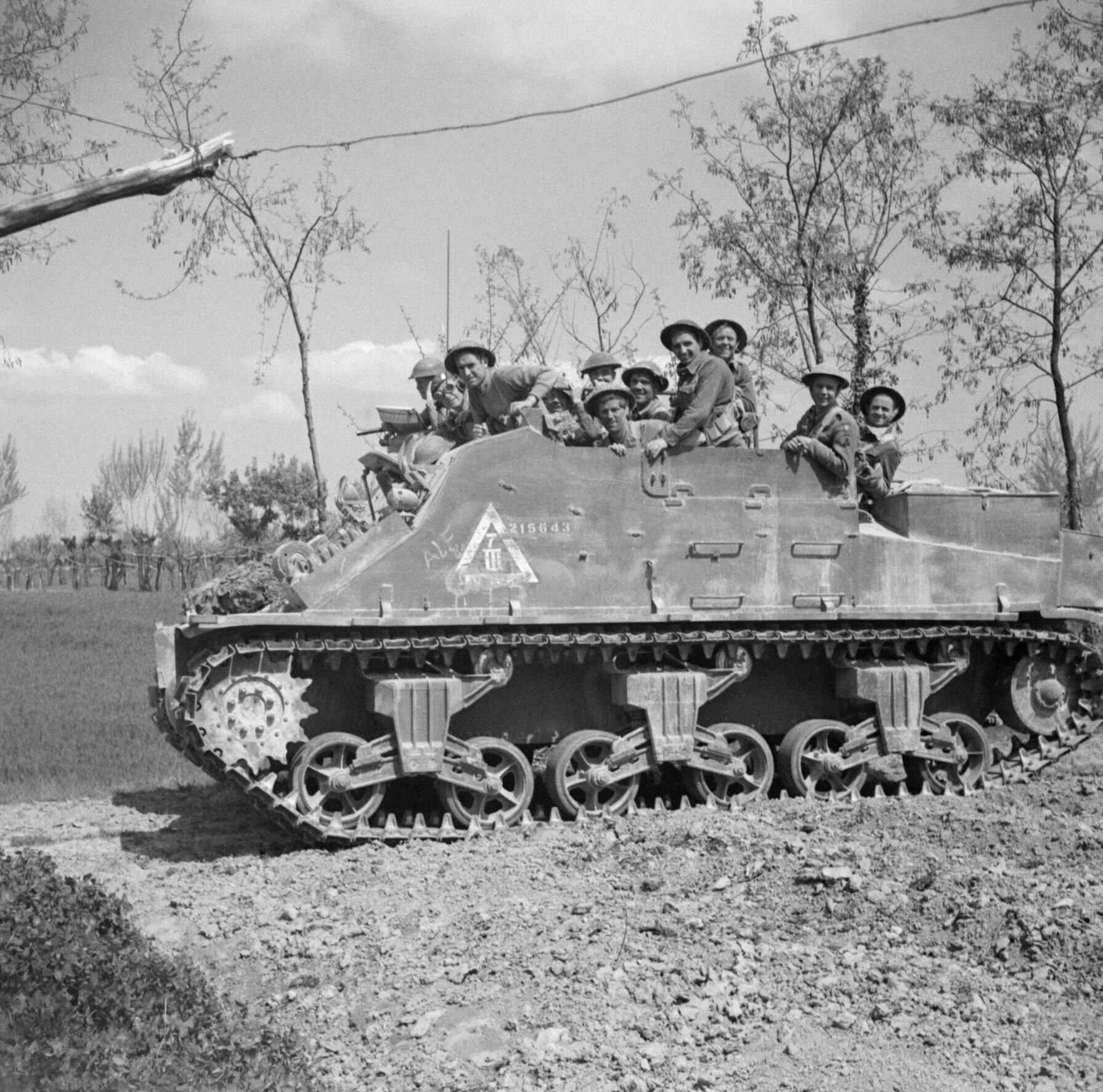
Fantassins de la 78th Inf. Div. à bord d'un Kangoroo Priest (VTT) en Italie.
Insigne de manche de la 6e division blindée sud-africaine au sein de laquelle servirent des bataillons des Guards.

## La6th (Guards) Tank Brigade

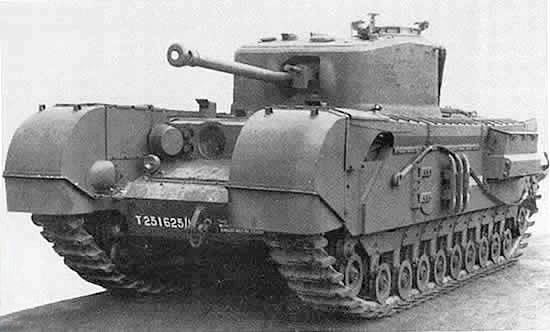
Le char Chuchill Mk VIII, monture des Tanks Brigades.

Fantassins de la 15th (Scottish) Inf. Div. à Caumont, juillet 1944.

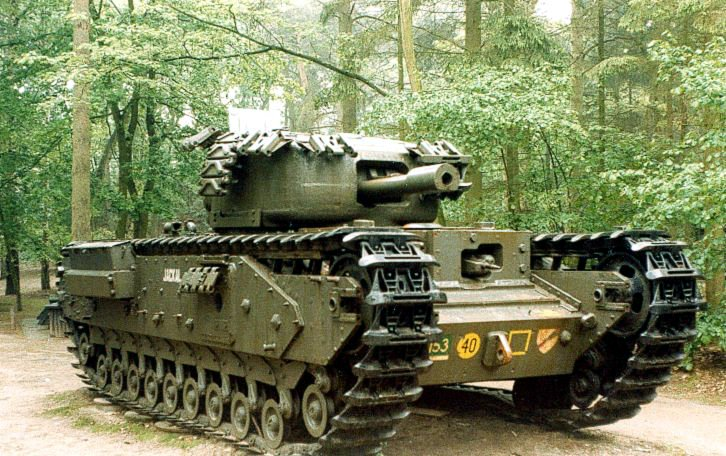
Churchill CS de la 6th Guards Tank Brigade préservé en Hollande

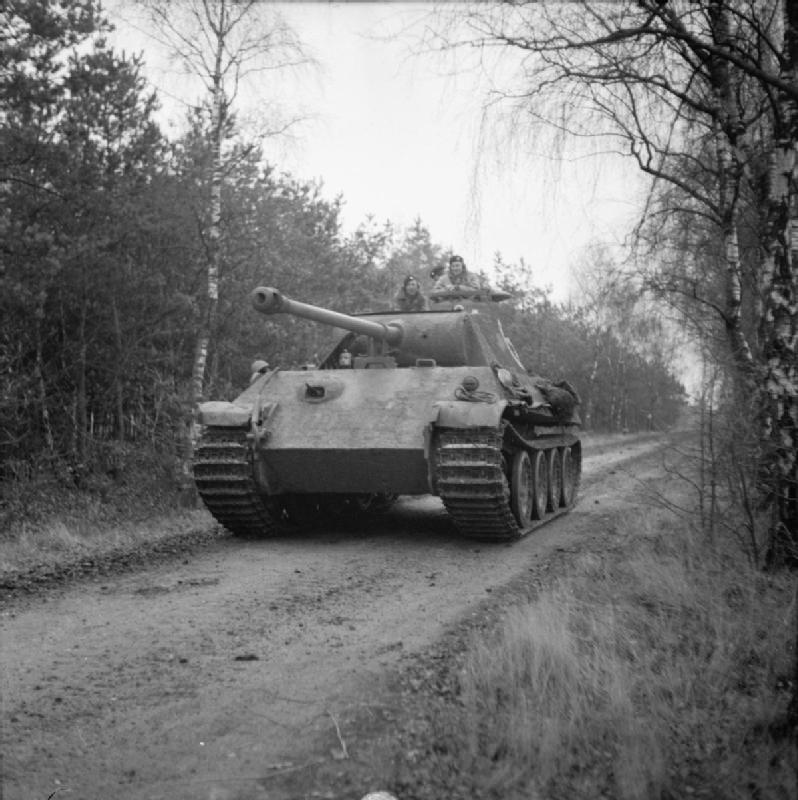
Cuckoo, le Panther de la 6th Guards Tank Brigade.

Unités typiquement britanniques dont le principe fondateur remonte au concept de char d'accompagnement  de la Première Guerre mondiale, les Tank brigades - initialement intitulées Armoured Brigades -  ont été créées dans le but de fournir des unités d'appui blindées aux divisions d'infanterie, les modules constituant ces brigades pouvant être ponctuellement détachés en appui d'une unité d'infanterie particulière jusqu'au niveau de la compagnie.
Ces brigades sont articulées autour de trois régiments de chars d'infanterie Churchill auxquels viennent s'adjoindre des unités techniques de réparation et d'intendance. Chaque régiment comprenait un RHQ troop d'État-major régimentaire de quatre Churchill, un Recce troop (reconnaissance) de douze chars Stuart et trois escadrons de 16 chars (dont au moins un Close Support (CS) armé d'un obusier de 95 mm) en plus d'unités de dépannage et de transport.
La 6th Guards Tank Brigade fut formée en 1941 en tant que 6th Guards Armoured Brigade au moment où la Grande-Bretagne se trouvait sous la menace d'un invasion allemande, formant avec la 5th Armoured Brigade la Guards Armoured Division. Après la décision de modifier la structure des divisions blindées pour leur donner une brigade blindée et une brigade d'infanterie motorisée en 1942, la 6th Guards Armoured devint une brigade indépendante en juin 1943 et fut rebaptisée 6th Guards Tank Brigade.
La 6th Guards Tank Brigade commandée par le Brigadier Greenacre était composée des 4th (Armoured) Battalion Grenadier Guards, 4th (Armoured) Battalion Coldstream Guards et 3rd (Armoured) Battalion Scots Guards. Équipée de chars Churchill, elle prit part aux campagnes de Normandie, des Pays-Bas et d'Allemagne.
Elle fut engagée pour la première fois en juillet 1944 à Caumont, en appui de la 15th (Scottish) Infantry Division- unité avec laquelle elle collaborera fréquemment pendant les opérations en Europe. Cet engagement vit la plus importante concentration d'Infantry Tanks de toute la guerre et fut pleinement couronnée de succès bien que les Scots Guards eurent à essuyer une meurtrière contre-attaque de Jagdpanthers. En octobre, la Brigade appuya une nouvelle fois la 15th dans la prise de Tilbourg aux Pays-Bas avant de contrer une tentative de percée allemande sur le front trop étendu de la 7th US Armored Division. Après quelques interventions secondaires dans le secteur de Maastricht et sur la frontière allemande à Geilenkirchen, la 6e rejoignit la 34e à Nimègue en vue de l'opération Varsity-Plunder, la percée dans le Reichwald, en février 1945, la 6e appuyant une nouvelle fois la 15th (Scottish) Infantry Division. Varsity-Plunder - opération mixte, terrestre et aéroportée dans le style de Market Garden qui démarra au mois de mars - fut en fait la dernière opération à laquelle prirent part des Tank Brigades et permit de percer rapidement les défenses allemandes, la 6th Guards Tank Brigade appuyant ensuite la 17th US Airborne Division dans sa progression vers Munster.
- Cuckoo, le Panther de la 6th Guards Tank Brigade

Un des faits les plus remarquables dans les annales du l'unité fut la capture d'un char Panther G lors de la prise du village de Overloon par le 4th Tank Battalion Coldstream Guards. Abandonné en parfait état de marche dans une grange par la Panzer Brigade 107, repeint, reconditionné et affublé du surnom de Cuckoo (Coucou), ce redoutable char allemand se révéla un précieux appoint pour l'unité, notamment lors de la prise du château de Geijsteren, transformé en festung par ses défenseurs allemands. Cuckoo fut engagé par la suite lors de l'opération Veritable, sa carrière se terminant à Clève par une défaillance de la pompe à carburant,,,
- Organisation

## Les1st Household Cavalry Regimentet2nd HCR

### 1st Household

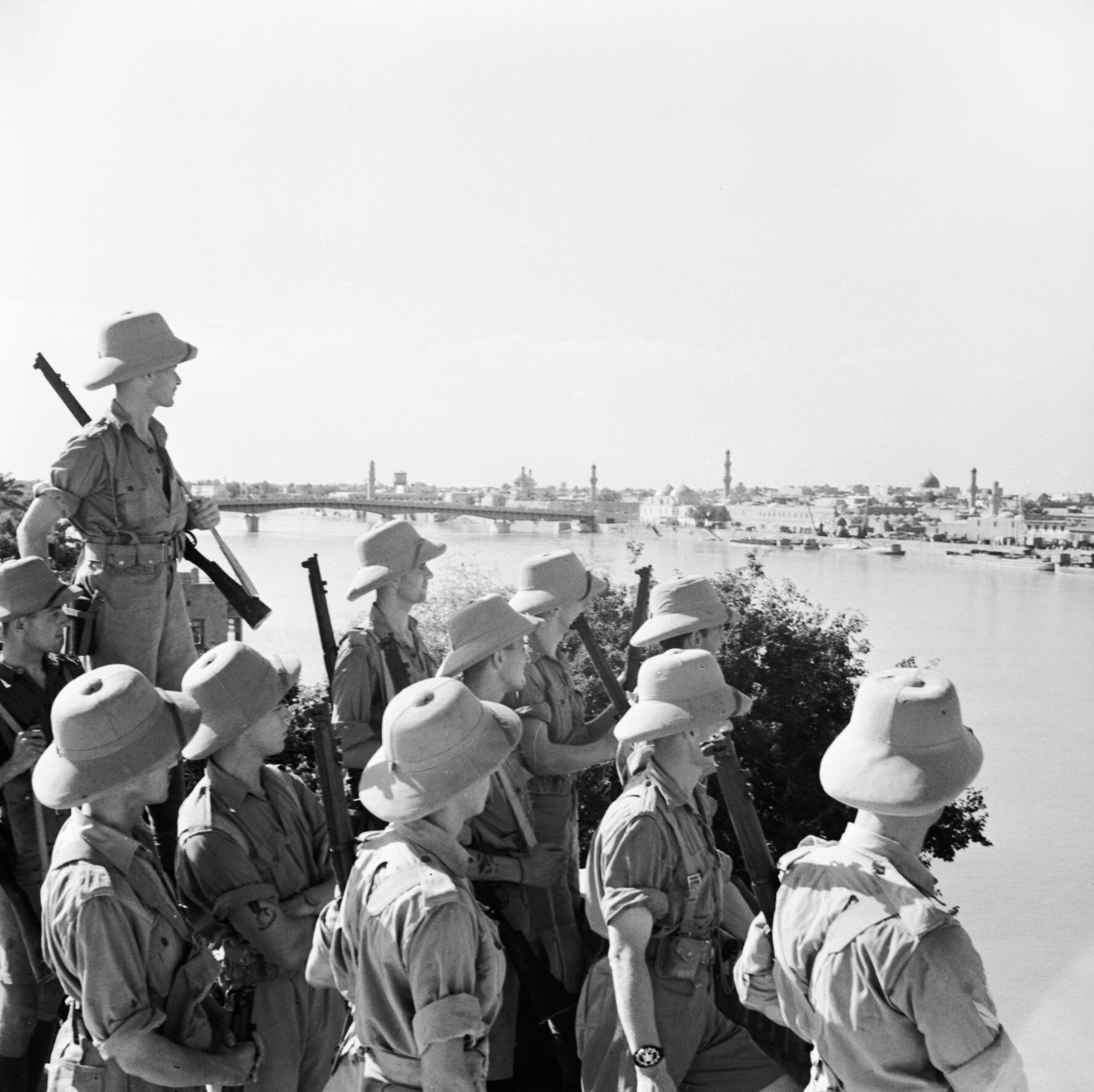
Les troupes britanniques à Bagdad en 1941.

Le régiment, encore monté, fut envoyé dès janvier 1940 en Palestine, alors sous mandat britannique. Motorisé au printemps 1941, il fut envoyé en Irak après le soulèvement pro-allemand de Rachid Ali et pris part à la prise de Bagdad en mai. Dès le mois de juin, un détachement du régiment pris également part à la campagne de Syrie contre les troupes de Vichy. Dans les semaines qui suivirent, le régiment vu envoyé en Perse qui venait d'être envahie par les Soviétiques. Le 1st Household rencontra les éléments avancés soviétiques à Téhéran, la première rencontre historique entre les Alliés anglo-saxons occidentaux et l'Armée rouge.
Le régiment fut ensuite renvoyé en Palestine puis à Chypre où il entama sa reconversion en régiment d'auto-mitrailleuses de reconnaissance. Cette reconversion se termina en Égypte, juste à temps pour lui permettre de prendre part à la bataille d' El Alamein fin octobre 1942.
Le 1st Household ne fut cependant plus engagé plus avant dans les opérations sur le front Nord-africain, étant renvoyé en Syrie sur la frontière turque, les Alliés craignant en effet un ralliement de ce pays à l'Axe. En avril 1944, il fut transféré sur le front italien où il prit part au percement de la Ligne Gothique pendant l'été.
En octobre, le régiment fut rapatrié en métropole et après une brève période de rafraîchissement, s'embarqua pour le continent. Il stationna en Hollande du 13 mars au 19 avril 1945 avant son entrée en Allemagne où il termina la guerre attaché à la Guards Armoured Division à Stade sur l'estuaire de l'Elbe.

### 2nd Household

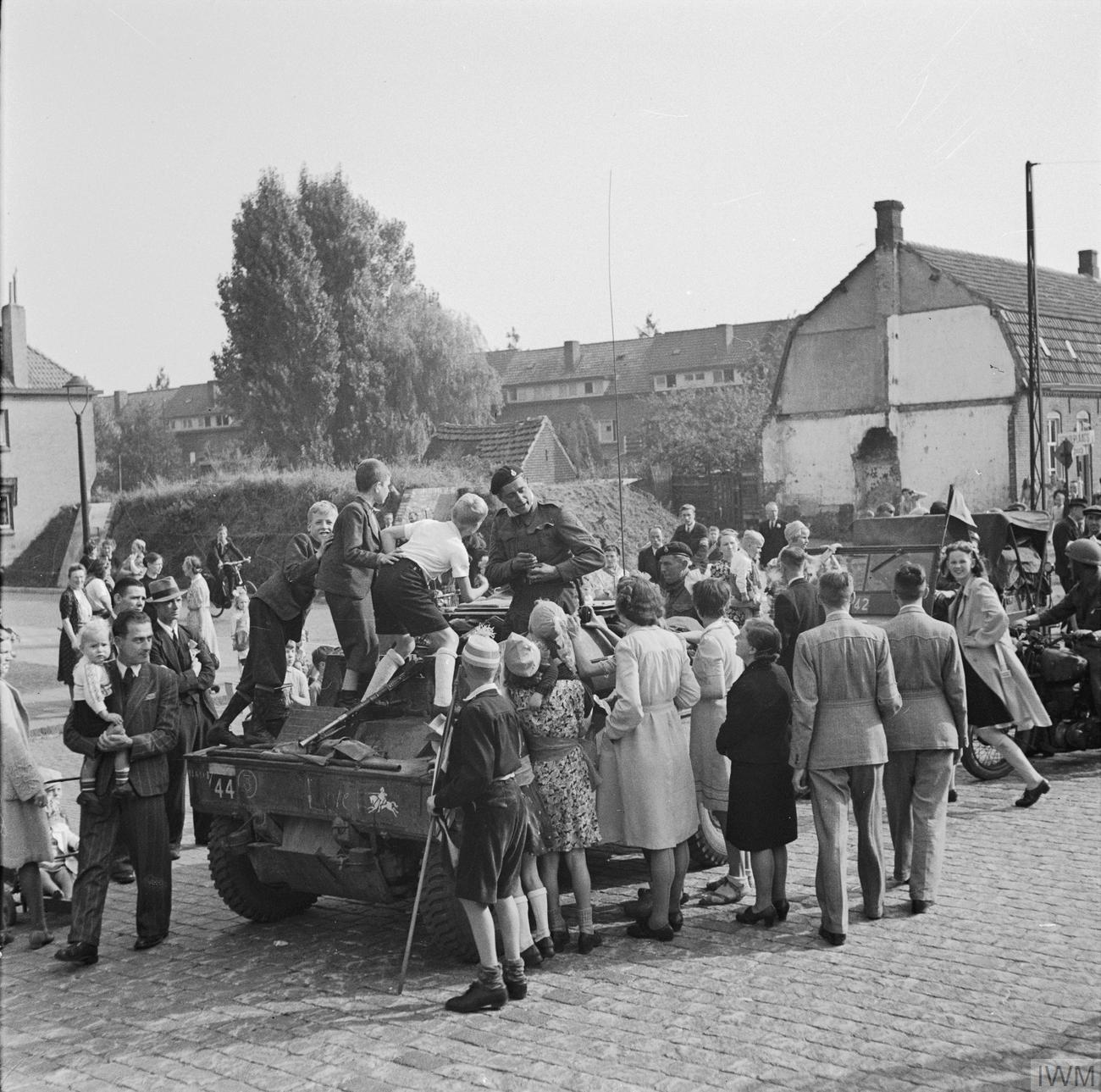
Véhicules du XXXth Corps à Grave aux Pays-Bas. La Dingo à l'avant-plan portant l'insigne du VIIIth Corps permet d'établir très vraisemblablement son appartenance au 2nd HCR, cette unité venant d'être mutée de l'un vers l'autre de ces corps d'armées.

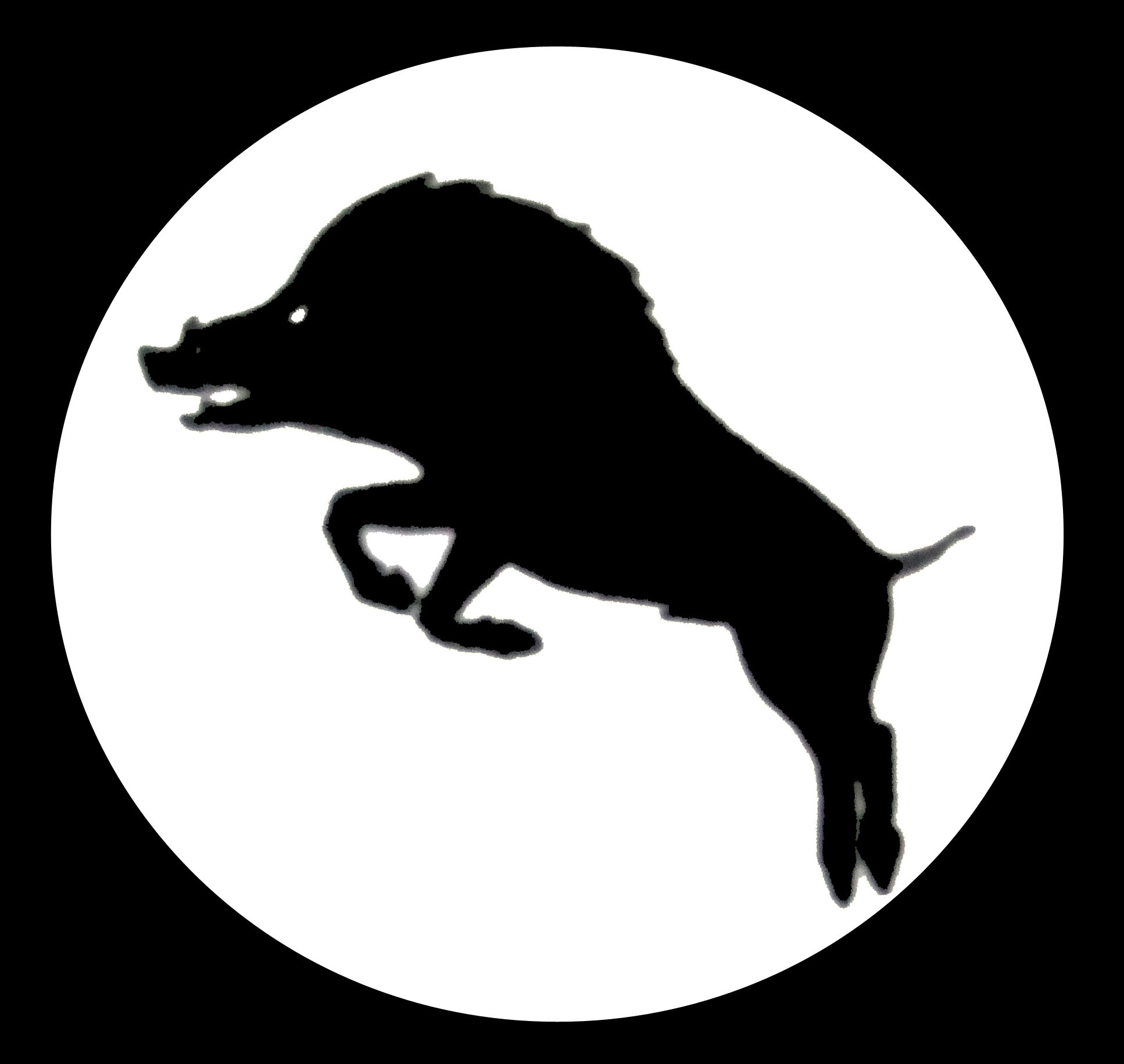
Insigne du XXXth Corps.

Après le départ du 1st HCR pour la Palestine, le reste de la Household Cavalry fut rassemblé en un régiment de réserve/dépôt à Londres et un régiment d'entraînement à Windsor.
Fin 1940, le régiment d'entraînement fut converti en un Motor Battalion qui devait ensuite donner naissance au début de 1941 au régiment d'autos blindées de la toute nouvelle Guards Armoured Division. À cette occasion, il fut rebaptisé 2nd Household Cavalry Regiment et poursuivi sa formation et son entraînement avec son unité-mère. Il fut ensuite remplacé au sein de la division par un régiment blindé (chars Stuart ea) issu du 2nd Bataillon Welsh Guards pour devenir unité hors-rang de Corps d'armées, principalement au sein des VIIIth et XXXth Corps.
Le 2nd HCR débarqua à Graye-Sur-Mer les 12 et 13 juillet 1944 et fut engagé dès le 30 dans le secteur du Mont Pincon. À partir de ce moment, il fut engagé dans toutes les opérations jusqu'en septembre, capturant plusieurs ponts sur des rivières françaises et facilitant ainsi l'avance britannique vers la frontière belge. Le 3 septembre, il fut parmi les premières unités à pénétrer en Belgique. Marchant à bride abattue, le 'A Squadron' entrera à Bruxelles ce même jour à 17H30, accueilli en triomphe par la population. Le lendemain sa progression le portera à Louvain. Le 10, un Troop  du 2nd HCR s'empara d'un important pont à Neerpelt, grâce auquel les Britanniques purent pénétrer aux Pays-Bas.
Le régiment prit une part active aux avant-postes de l'opération Market Garden, deux de ses Troops arrivant à rejoindre les parachutistes polonais à Driel, non loin d'Arnhem et couvrant ensuite leur repli.
Rattaché à la Guards Armoured Division, le 2nd HCR pénétra dans le Rheinland germano-batave aux côtés de cette division, capturant notamment un pont sur le Rhin à Rhees.
Le dernier engagement majeur du 2nd HCR fut lieu à Bentheim sur la frontière du Reich en avril 1945. Opérant ensuite tantôt au sein du VIIIth Corps, tantôt au sein du XXXth ou avec la division blindée de la Garde à laquelle il sera finalement reversé, le régiment prit part à la progression vers Hambourg et Brême et termina la guerre par la prise du port de Cuxhaven.
Régiment aux brillants états de service, le 2nd Household Cavalry Regiment attira les commentaires élogieux du General Sir Brian Horrocks, commandant du XXXth Corps, qui le qualifia de ".. finest armoured car regiment I have ever seen".
Structure et équipement du 2nd HCR pendant la campagne européenne.

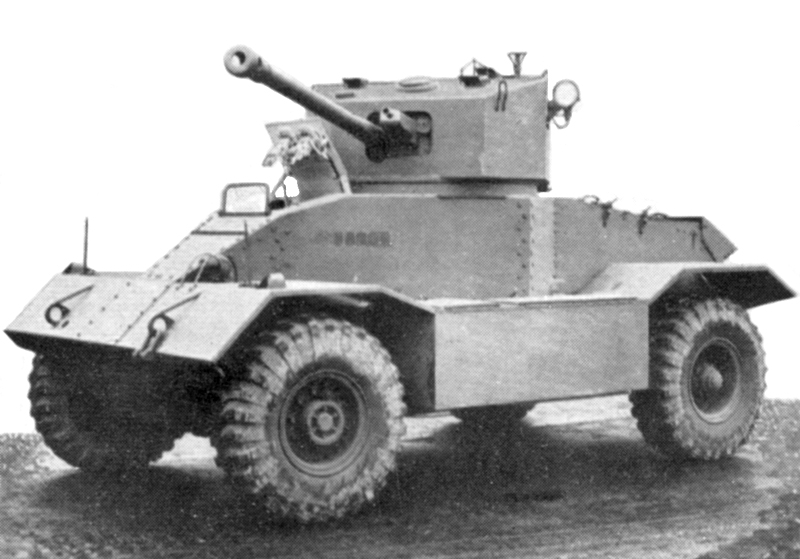
Auto-blindée AEC Mk 3.

Le Régiment était doté d'un État-major régimentaire (RHQ ), d'un Squadron  de commandement (HQ Squadron ) et de quatre Squadrons - A, B, C et D.
- Le parc du RHQ comptait un véhicule blindé de commandement, quatre automitrailleuses américaines Staghound et un Scout car  plus les véhicules légers de service (jeeps, motocyclettes, camions);

- Celui du HQ Squadron comptait une automitrailleuse Daimler, 12 Humber Scout Cars, quatre automitrailleuses AA Humber, des véhicules radios, jeeps et camions de Services;

- Chaque Squadron se décomposait en un État-major, cinq Recce Troops, un Heavy Troop d'appui et un Support Troop.

Le parc de l'EM comptait une Scout Car Daimler Dingo, quatre Staghounds et les véhicules légers des services administratifs, celui des Recce Troops alignant deux SC Daimler Dingo et deux Armoured Cars Daimler.  L' Heavy Troop était doté d'une Dingo et de deux autos blindées lourdes AEC MkIII équipées d'un canon de 6 livres (75 mm). Le parc du Support Troop comptait une SC Daimler et trois camions blindés US M3 White transportant les équipes de FM Bren, d'armes antichar PIAT et de mortier de 2inches.
Le Scout Car Daimler Dingo.
La Daimler Armoured Car.
La White Scout Car USM3.

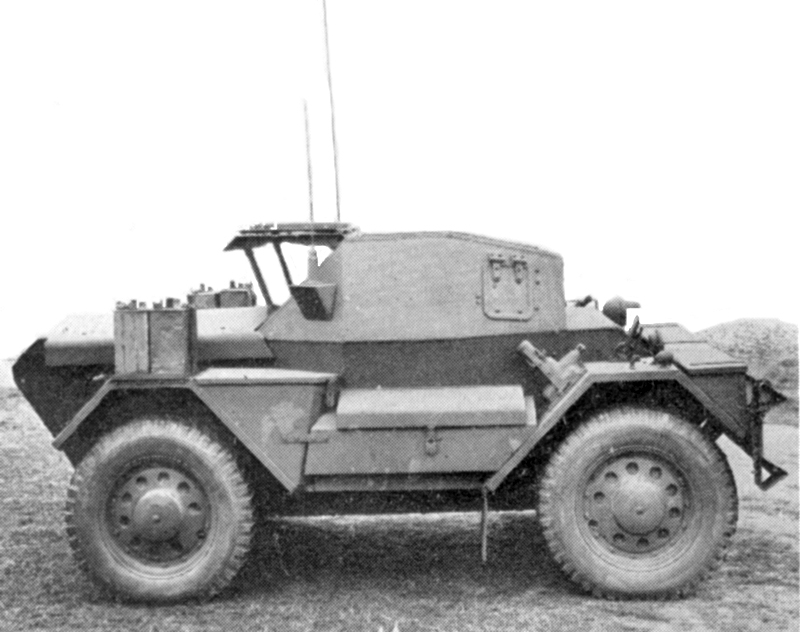
Photo 1: Daimler Scout Car Dingo.
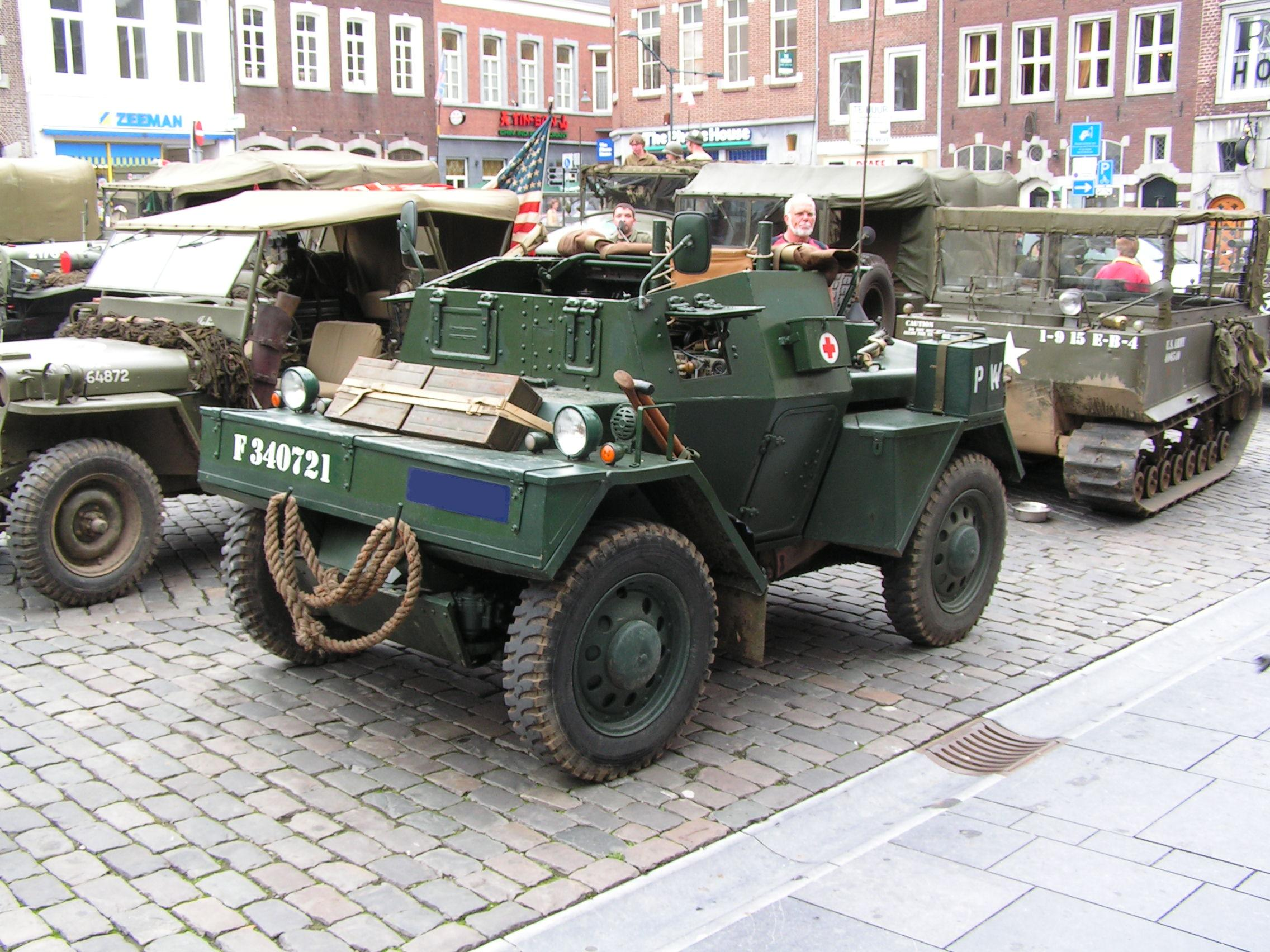
Photo 2:Daimler Scout Car Dingo.
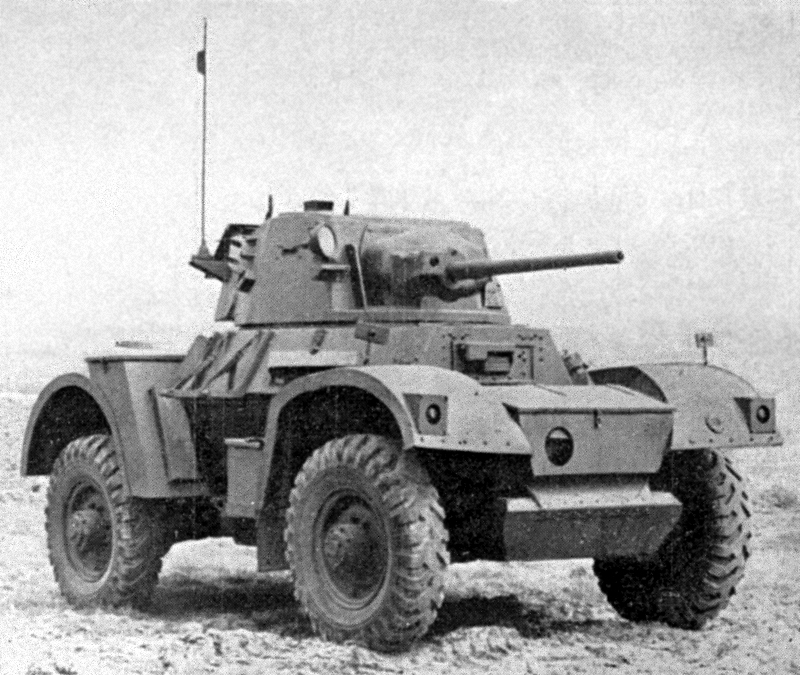
Photo 3:Daimler Armoured Car MkII.
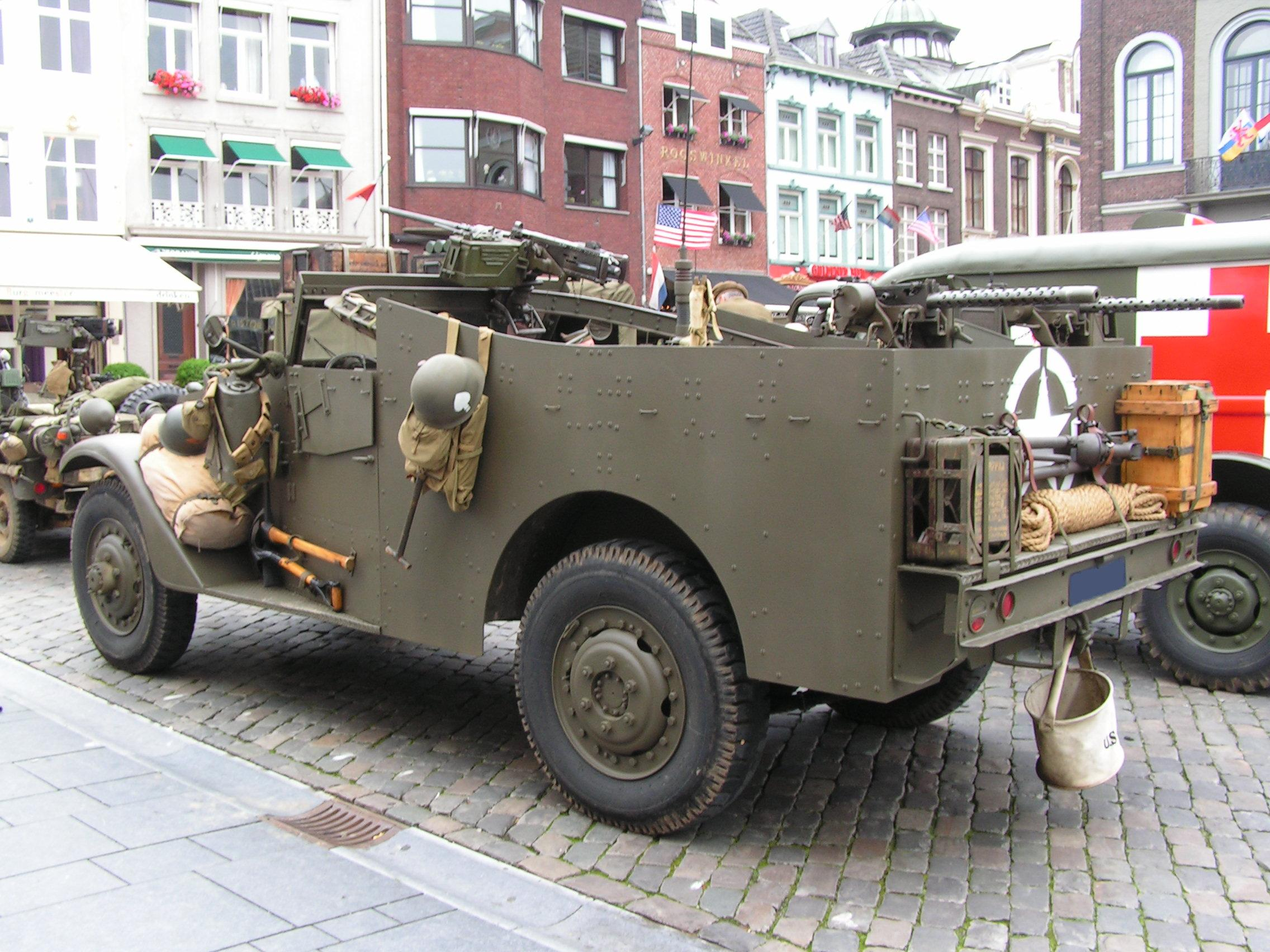
Photo 4: White USM3A1 Scout Car.

- Marquage des véhicules

Pour les HCR ces dispositions (applicables aussi au 1st HCR pendant sa présence en Europe) se traduisaient donc de la manière suivante :

## Long Range Desert Group - LRDG G1(Guards) Patrol et G2(Guards) Patrol

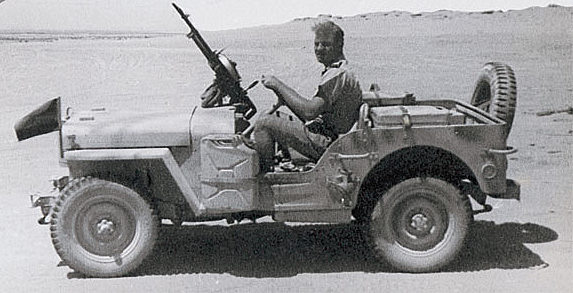
Jeep Willys des Guards du Long Range Desert Group.

Des Guards servirent également à titre individuel au sein du Special Air Service (cf : Activité du Special Air Service durant la Seconde Guerre mondiale).